# My Melancholy Baby
"My Melancholy Baby" to popularna piosenka, napisana przez Erniego Burnetta i George'a A. Nortona, opublikowana w 1912 roku.
W 1912 roku William Frawley, późniejsza gwiazda serialu I Love Lucy, wykonał piosenkę na żywo w Mozart Cafe w Denver. Był on tym samym pierwszą osobą, która wykonała utwór publicznie.
"My Melancholy Baby" wykonywana była przez bardzo wielu artystów, w tym m.in. Ala Bowlly'ego (1935), Colemana Hawkinsina (1938), Charliego Parkera z Dizzym Gillespiem i Theloniousem Monkiem (1950), a także Raya Charlesa (1957).